# Pavel III. Karel Pálffy z Erdődu
Pavel (III.) Karel hrabě Pálffy z Daun-Erdődu (29. října 1697 – 14. září 1774 Bratislava) byl uherský šlechtic z významného rodu Pálffyů z Erdődu. Sloužil v císařské armádě, kde dosáhl hodnosti polního maršála a velícího generála v Uhersku a Sedmihradsku.

## Život
Narodil se jako syn uherského palatina hraběte Jana (IV.) Bernarda Pálffyho (1664–1751) a jeho manželky, hraběnky Marie Anny Terezie Czoborové ze Czoborszentmihály (1. května 1669 – 3. října 1733).
Měl čtyři sourozence, dvě sestry: Marii Sidonii a Alžbětu Terezu a dva bratry. Oba bratři padli v boji v císařských službách: Jan Antonín v roce 1717 u Bělehradu a Mikuláš v roce 1734 u Parmy. 
Také Pavel Karel již v mládí nastoupil vojenskou dráhu. V řadách císařské armády se zúčastnil tažení v Uhrách, Itálii, Nizozemí, Slezsku, Bavorsku a v Porýní. V hodnosti plukovníka Württembergova dragounského pluku přinesl dne 15. září 1734 do Vídně zprávu o vítězství u Quistella. Když 19. září v bitvě u Guastally Bedřich Luvík Württemberský padl, převzal Pálffy jeho pluk kyrysníků v hodnosti generálmajora.
V březnu 1739 byl jmenován polním podmaršálem a dvorním válečným radou, v září 1741 byl jmenován skutečným tajným radou, 15. října 1745 byl jmenován generálem jízdy a 29. června 1754 generálem-polním maršálem. 
V roce 1763 byl jmenován velícím generálem v Uhersku a Sedmihradsku.
Byl také velitelem tělesné stráže uherských králů (Magister Janitorum) a po smrti svého otce byl také dědičným županem Prešpurské župy a kapitánem tamního hradu.
V Horních Uhrách vlastnil majetkové podíly na panstvích Červený Kameň, Pezinok a Svätý Jur, řadu let ale vedl majetkoprávní soudní spory se svým příbuzným Rudolfem Pálffym.

## Rodina
Pavel Karel Pálffy se 22. listopadu 1718 oženil s hraběnkou Marií Markétou ze Stubenbergu († 10. prosince 1724). Manželé měli několik dětí:
- Marie Terezie (2. října 1719 – 25. prosince 1771) [3] ⚭ hrabě Jan Karel Filip Cobenzl (1712–1770)
- Marie Anna (1721–1723)
- Jan Josef (1722–1724)
- Marie Antonie (28. května 1724 – 1. července 1799) ⚭ Josef Esterházy z Galanty (23. července 1714 – 13. srpna 1762)

Necelých deset let po smrti své první manželky se 1. března 1734 oženil s hraběnkou Josefou z Pergenu († 1. srpna 1748), vdovou po hraběti Jiřím Kryštofovi Pruskovském z Pruskova (1679–1733), toto manželství však zůstalo bezdětné.
Jeho třetí a poslední manželkou se 12. října 1749 stala hraběnka Marie ze Starhembergu (12. října 1725 – 27. června 1778). Pár měl dvě děti, které však zemřely jako malé:
- Pavel (1750–1750)
- Leopoldina (1752–1752)